# Una qüestió de temps
"Una qüestió de temps" (títol original en anglès "A Matter of Time")  és el novè episodi de la cinquena temporada, de la sèrie de televisió de ciència-ficció estatunidenca Star Trek: La nova generació i el 109è de tota la sèrie. Es va emetre originalment el 18 de novembre de 1991 en redifusió als Estats Units. L'episodi va ser escrit per Rick Berman. Fou dirigit per Paul Lynch.
Ambientada al segle XXIV, la sèrie segueix les aventures de la tripulació de la nau de la Flota Estel·lar de la Federació Enterprise-D sota el comandament del capità Jean-Luc Picard. En aquest episodi, els intents de la tripulació per salvar els habitants de Penthara IV dels devastadors efectes d'un impacte massiu amb un asteroide són interromputs per l'arribada de Berlinghoff Rasmussen, un suposat historiador del segle XXVI, que afirma estar estudiant la seva era. La naturalesa força curiosa de les preguntes de Rasmussen sobre el segle XXIV, i el seu interès per recollir —i robar— "artefactes" tecnològics de l' Enterprise-D, fan que Troi i els altres sospitin cada cop més dels seus orígens.
L'episodi va guanyar un Premi Emmy als Efectes Visuals Especials.

## Argument
En l'any 2368 data estel·lar 45349.1. De camí a Penthara IV per ajudar la seva població a combatre els efectes de la reducció de les temperatures creades per un núvol de pols d'un impacte recent d'asteroides, l' Enterprise es troba amb una distorsió temporal propera i troba una petita càpsula que conté un únic ocupant humà. A bord de la nau, l'humà es presenta com el professor Berlinghoff Rasmussen (Matt Frewer), un investigador del segle XXVI que ha presenciat com l' Enterprise completa aquesta missió "històrica" a Penthara IV. Sol·licita entrevistes amb la tripulació per obtenir la història completa, però revela poc sobre si mateix, ja que no vol alterar la història. Les entrevistes de Rasmussen són una mica molestes per a la tripulació, però l'entretenen.
A Penthara IV, l' "Enterprise" utilitza els seus fasers per perforar el planeta i alliberar diòxid de carboni, augmentant l'efecte hivernacle per escalfar el planeta, però això crea un efecte secundari d'augment de l'activitat sísmica i provocant erupcions volcàniques, amenaçant d'enviar el planeta a una edat glacial. L'enginyer en cap Geordi La Forge i el tinent comandant Data ofereixen una solució per ionitzar l'atmosfera superior, però la maniobra s'ha de fer amb precisió o podrien arriscar-se a destruir tota l'atmosfera i matar els 20 milions de persones a la superfície. Amb la severitat de la decisió, el capità Jean-Luc Picard intenta obtenir l'ajuda de Rasmussen, afirmant que aquest és un escenari on es pot anul·lar la primera directiva temporal, però Rasmussen es nega a oferir consells, assenyalant que, per la seva època, el destí de tots els que es troben a Penthara IV ja s'ha decidit. Picard decideix permetre que La Forge i Data segueixin endavant amb el pla, que té èxit i retorna el planeta al seu clima normal.
Rasmussen es prepara per marxar amb la seva investigació feta, però es troba amb un equip de seguretat a la seva càpsula. Picard l'informa que diversos objectes han desaparegut i li demana veure l'interior de la seva càpsula. Rasmussen li recorda de nou la primera directiva temporal, però Data li ofereix que pot entrar a buscar el seu equipament perdut sense revelar res sobre el futur a la tripulació. Rasmussen hi està d'acord. A dins, Data troba els objectes perduts però descobreix que Rasmussen el té al punt de faser. Rasmussen explica que en realitat és un inventor descontent de la Nova Jersey del segle XXII que va robar aquesta càpsula a un viatger del segle XXVI, i que tenia la intenció de tornar al seu temps i obtenir beneficis venent l'equip de l' "Enterprise" com a invents seus, i ara que té Data, també té previst tornar-lo. Tanmateix, Rasmussen descobreix que el seu faser no funciona, ja que un cop va obrir la càpsula, els sensors de la nau van poder desactivar-lo. Data obliga Rasmussen a sortir juntament amb l'equipament robat, i Rasmussen intenta disculpar-se i demana que li permetin marxar. En canvi, Picard fa arrestar Rasmussen, i la càpsula desapareix automàticament deixant-lo encallat al segle XXIV.

## Repartiment i doblatge al català
La sèrie va ser doblada al català pels estudis Tramontana (primera part) i Soundtrack (segona part) i emesa a TV3 l’any 1991. Els dobladors de l'episodi foren:
| Personatge            | Actor/actriu    | Veu en català      |
| --------------------- | --------------- | ------------------ |
| Jean-Luc Picard       | Patrick Stewart | Joan Crosas        |
| William Riker         | Jonathan Frakes | Antoni Forteza     |
| Data                  | Brent Spinner   | Joaquim Sota       |
| Geordi La Forge       | LeVar Burton    | Aleix Estadella    |
| Worf                  | Michael Dorn    | Enric Arquimbau    |
| Beverly Crusher       | Gates McFadden  | Aurora Garcia      |
| Deanna Troi           | Marina Sirtis   | Victòria Pagès     |
| Berlinghoff Rasmussen | Matt Frewer     | Francesc Figuerola |
| Hal Moseley           | Stefan Gierasch | Pepe Antequera     |
| Científica            | Shay Garner     | Maria Josep Guasch |
| Alferes Felton        | Sheila Franklin | ?                  |

## Producció
El personatge de Berlinghoff Rasmussen va ser escrit per a Robin Williams, que era un gran fan de Star Trek i volia assumir el paper. Tanmateix, Williams ho va haver de cancel·lar per problemes d'agenda. Havia acabat de rodar el llargmetratge Hook de Steven Spielberg poc abans que comencés la producció de l'episodi, ja estava ocupat amb un nou projecte i la seva dona estava embarassada en aquell moment. Matt Frewer va ser contractat com a substitut.
Sheila Franklin fa la seva primera aparició aquí com a alferes Felton. Va interpretar aquest paper en quatre episodis més de la sèrie. Shay Garner, que hi interpreta una científica, també va tenir un paper secundari a l'episodi "In the Flesh" de la cinquena temporada de Star Trek: Voyager.

## Recepció
Aquest episodi va guanyar un Premi Emmy als millors efectes visuals especials; un segon premi, en la mateixa categoria (comú en aquell moment), va ser per a l'episodi "L'enigma".
Keith DeCandido el va qualificar a "tor.com" el 2012 com un episodi lleugerament per sota de la mitjana de "Star Trek: la nova generació", que malauradament fracassa perquè el talent com actor de Matt Frewer està infrautilitzat. No sembla ni prou boig per ser divertit ni prou subtil per ser convincent. El fet que Picard confiï en Rasmussen sembla poc convincent. L'escena en què Picard li demana ajuda per salvar Pentara IV està molt interpretada. Tanmateix, la revelació que Rasmussen és simplement un impostor acaba deixant això sense sentit.

## Llançaments
L'episodi es va estrenar als Estats Units el 5 de novembre de 2002, com a part del conjunt de DVD de la temporada 5. El primer llançament en Blu-ray va ser als Estats Units el 18 de novembre de 2013, seguit del Regne Unit l'endemà, 19 de novembre de 2013.